# NGC 2539
NGC 2539 (również OCL 611) – gromada otwarta znajdująca się w gwiazdozbiorze Rufy. Odkrył ją William Herschel 31 stycznia 1785 roku. Jest położona w odległości ok. 4,4 tys. lat świetlnych od Słońca.